# カルバ
カルバ（アラビア語: كلباء Kalbāʾ、英語: Kalba）は、アラブ首長国連邦の都市である。長母音を省略せず、カルバーとも。

## 概要
オマーン湾に面するフジャイラの南にあるシャールジャ首長国の飛び地である。オマーンとの国境地帯にあるホール・カルバ（Khor Kalba خور كلباء）は、アラブ首長国連邦の主要なマングローブの原生林かつ自然保護区である。マングローブの樹種はヒルギダマシで、タイマイ、アオウミガメなどのウミガメおよびナンヨウショウビン、アラビアウタイムシクイなどの鳥類が生息している。付近の砂浜、塩性湿地、塩類平原およびアカシアが生える狭い沖積平野などを含む一帯は2013年にラムサール条約登録地となった。
カルバは16世紀にポルトガル海上帝国の植民地となり、'Ghallah' と呼ばれていた。1811年3月にマスカット・オマーンのスルタンに占領されオマーン帝国の支配下となり、反海賊勢力の拠点となった。英国に承認された1936年からシャールジャに併合される1951年まで、トルーシャル・オマーンを構成する一首長国カルバ首長国であった。
ホール・カルバはシュルークによる観光地化（エコツーリズム）の為、現在閉鎖されており、一部の保護活動家や環境保護論者はこれに対して懸念を表明した。

## 歴史
マージド・ビン・スルターン・ビン・サクル・アル＝カースィミーが、シャマリーヤ地方（カルバを含む）を兄であるシャルジャ首長のサーリム・ビン・スルターン・アル＝カースィミーから賜った事からカルバの統治は始まった。カルバでは、マージド・ビン・スルターンの二人の息子・ハマド・ビン・マージドと、アフマド・ビン・マージドの共同統治が続いた。
ハマドの息子のサイードが、1902年にフジャイラの独立の際に父・ハマドの後を継いで首長となった。一時期サイード・ビン・ハマドはカルバの統治を彼の奴隷のバルートに任せてアジュマンに引っ越したが、1920年代にサイードはカルバの統治に戻り、1936年には英国にカルバ首長国として認められ飛行場を設立し、インペリアル・エアウェイズがアル＝マハッタとカルバを結ぶ臨時航路を就航させた。

## 交通
ホール・カルバへは、3本の道路でアクセスが可能。一つ目はマリハ・ロード（Maliha Road شارع مليحة）。二つ目がシャールジャ＝カルバ・ロード（Sharjah-Kalba Road、シャルジャ国際空港を起点とする全長90km）で、三つ目がフジャイラ＝カルバ・ロード（Fujairah-Kalba Road、80km）である。なお、フジャイラ＝カルバ・ロードは隣国オマーンまで延びている。

## 統治者
- マージド・ビン・スルターン・アル＝カースィミー（Majid bin Sultan al-Qasimi、1871年～1900年）
- ハマド・ビン・マージド・アル＝カースィミー（Hamad bin Majid al-Qasimi、1900年～1903年）

実際の独立は1903年のシャルジャからの分離独立だが、現地では英国に国家承認された1936年と認識されている。
- サイード・イブン・ハマド・アル＝カースィミー（Said ibn Hamad al-Qasimi、1903年4月30日～1937年）
- ハマド・イブン・サイード・アル＝カースィミー（Hamad ibn Said al-Qasimi、1937年4月30日～1951年）
- サクル・イブン・スルターン・アル＝カースィミー（Saqr ibn Sultan al-Qasimi、1951年～1952年、シャールジャ首長兼任1951年～1965年）

1952年　シャールジャに併合され、消滅。